# Mistrzostwa Europy w Lekkoatletyce 1986 – bieg na 1500 m kobiet

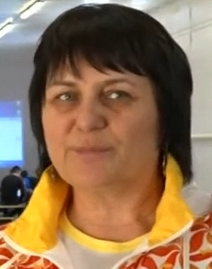
Tetiana Samolenko

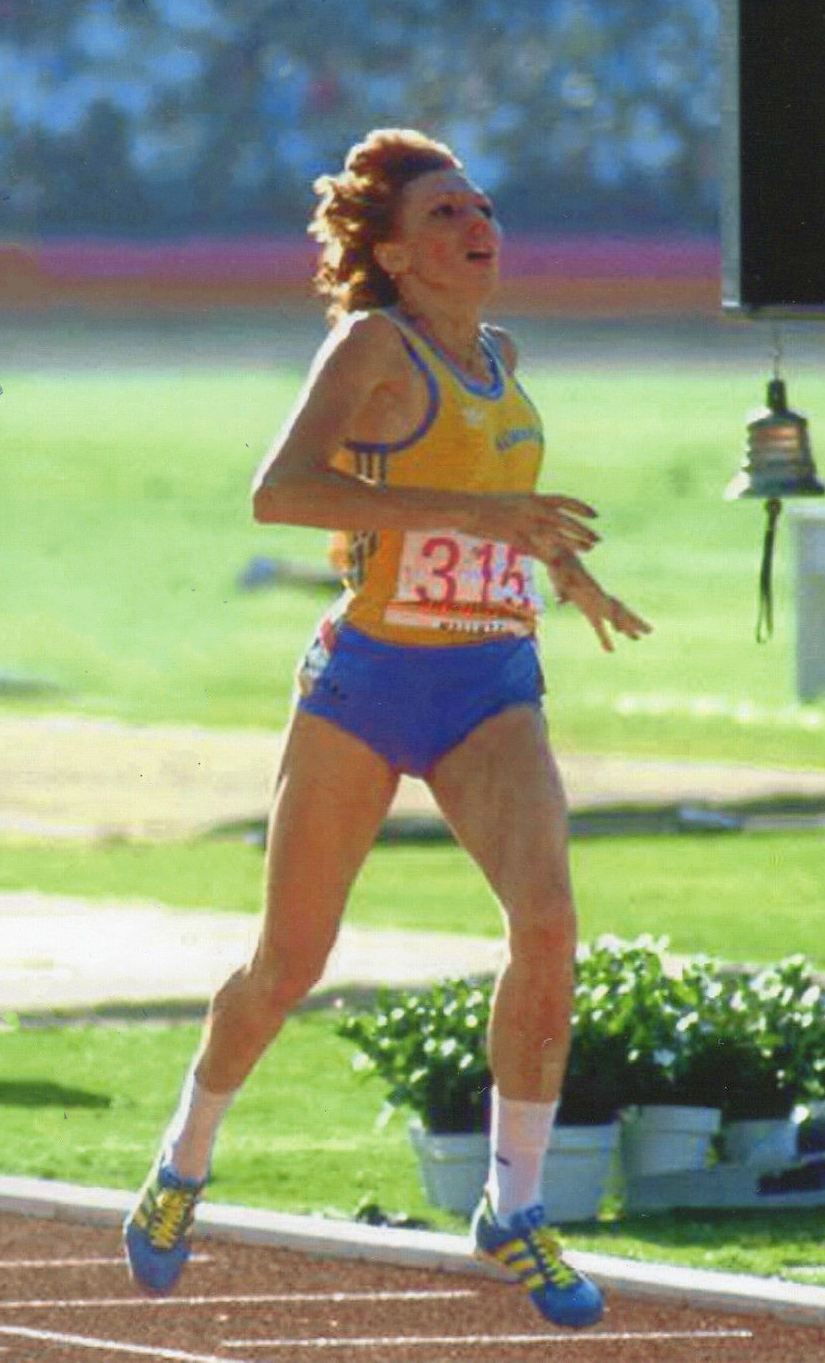
Doina Melinte

Bieg na dystansie 1500 metrów kobiet był jedną z konkurencji rozgrywanych podczas XIV mistrzostw Europy w Stuttgarcie. Biegi eliminacyjne zostały rozegrane 29 sierpnia, a bieg finałowy 31 sierpnia 1986 roku. Zwyciężczynią tej konkurencji została reprezentantka Związku Radzieckiego Rawila Agletdinowa. W rywalizacji wzięło udział dwadzieścia zawodniczek z czternastu reprezentacji.

## Rekordy
| Rekord świata     | Tatjana Kazankina (SUN) | 3:52,47 | Zurych, Szwajcaria | 13.08.1980 |
| Rekord Europy     | Tatjana Kazankina (SUN) | 3:52,47 | Zurych, Szwajcaria | 13.08.1980 |
| Rekord mistrzostw | Olga Dwirna (SUN)       | 3:57,80 | Ateny, Grecja      | 11.09.1982 |

## Wyniki

### Eliminacje
Rozegrano dwa biegi eliminacyjne. Do finału awansowało po pięć najlepszych zawodniczek każdego biegu eliminacyjnego (Q) oraz dwie spośród pozostałych z najlepszym czasem (q).
Bieg 1
| Miejsce | Zawodniczka       | Czas    | Uwagi |
| ------- | ----------------- | ------- | ----- |
| 1       | Tetiana Samolenko | 4:06,70 | Q     |
| 2       | Ivana Walterová   | 4:06,75 | Q     |
| 3       | Zola Budd         | 4:06,83 | Q     |
| 4       | Cornelia Bürki    | 4:06,86 | Q     |
| 5       | Maricica Puică    | 4:06,87 | Q     |
| 6       | Christina Boxer   | 4:07,74 |       |
| 7       | Paula Ivan        | 4:10,64 |       |
| 8       | Annette Sergent   | 4:11,32 |       |
| 9       | Snežana Pajkić    | 4:13,76 |       |
| 10      | Corinne Debaets   | 4:14,97 |       |

Bieg 2
| Miejsce | Zawodniczka        | Czas    | Uwagi |
| ------- | ------------------ | ------- | ----- |
| 1       | Rawila Agletdinowa | 4:06,72 | Q     |
| 2       | Kirsty Wade        | 4:06,74 | Q     |
| 3       | Doina Melinte      | 4:06,78 | Q     |
| 4       | Swietłana Kitowa   | 4:06,80 | Q     |
| 5       | Nikolina Szterewa  | 4:06,99 | Q     |
| 6       | Heike Oehme        | 4:07,16 | q     |
| 7       | Elly van Hulst     | 4:07,21 | q     |
| 8       | Vera Michallek     | 4:07,52 |       |
| 9       | Andri Awraam       | 4:15,20 | NR    |
| 10      | Roberta Brunet     | 4:15,76 |       |

### Finał
| Miejsce | Zawodniczka        | Czas    |
| ------- | ------------------ | ------- |
| 1       | Rawila Agletdinowa | 4:01,19 |
| 2       | Tetiana Samolenko  | 4:02,36 |
| 3       | Doina Melinte      | 4:02,44 |
| 4       | Ivana Walterová    | 4:03,09 |
| 5       | Maricica Puică     | 4:03,90 |
| 6       | Swietłana Kitowa   | 4:04,74 |
| 7       | Kirsty Wade        | 4:04,99 |
| 8       | Cornelia Bürki     | 4:05,31 |
| 9       | Zola Budd          | 4:05,32 |
| 10      | Nikolina Szterewa  | 4:06,31 |
| 11      | Elly van Hulst     | 4:06,72 |
| 12      | Heike Oehme        | 4:08,61 |